# Ceira (mitologia)
Nella mitologia greca,  Ceira   era il nome di una eroina della città di Mileto, figlia di un artigiano, esperto vasaio.

## Il mito
Neleo, figlio di Codro chiese ad un oracolo quale sarebbe stato il suo futuro e il responso fu che doveva creare una città dove una donna gli avesse offerto della terra umida, bagnata. Arrivato a Creta incontrò la ragazza, allora le chiese della creta e Ceira non capendo gliela offrì: quella fu la terra bagnata che cercava e subito Neleo prese la città.

### Fonti
- Licofrone, Alessandra, 1378-1382

### Moderna
- Luisa Biondetti, Dizionario di mitologia classica, Milano, Baldini&Castoldi, 1999, ISBN 88-8089-725-X.
- Anna Ferrari, Dizionario di mitologia, Litopres, UTET, 2006, ISBN 88-02-07481-X.
- Pierre Grimal, Enciclopedia della mitologia 2ª edizione, Brescia, Garzanti, 2005, ISBN 88-11-50482-1. Traduzione di Pier Antonio Borgheggiani